# Lagoa do Ilhéu
A Lagoa do Ilhéu é uma lagoa portuguesa, localizada na ilha açoriana do Pico, arquipélago dos Açores, localidade da Ribeirinha município das Lajes do Pico.
Esta lagoa que se encontra no planalto central da ilha a cerca de 900 metros de altitude está próxima da Lagoa da Rosada e da Lagoa do Peixinho sob a influência das elevações do Cabeço do Pelado e da Chã do Pelado.

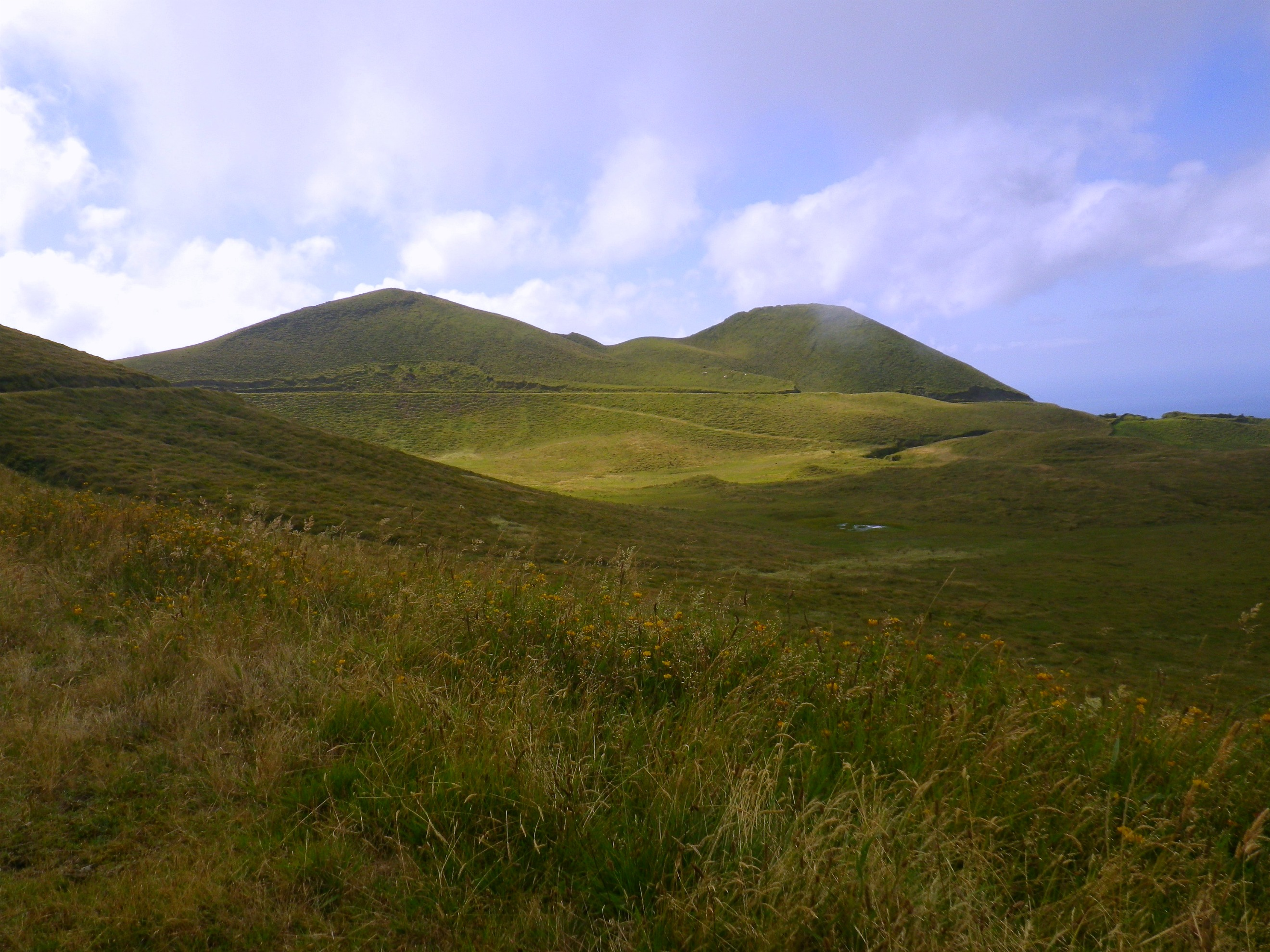
Lagoa do ilhéu Pico